# La Candelaria (Hidalgo)
La Candelaria es una localidad de México localizada en el municipio de Huejutla de Reyes en el estado de Hidalgo.

## Geografía
Se encuentra en la región Huasteca; a la localidad le corresponden las coordenadas geográficas 21° 05’ 05.929” de latitud norte y 98° 24’ 17.726” de longitud oeste, con una altitud de 188 m s. n. m. Se encuentra a 6.3 kilómetros en dirección norte de la localidad de Huejutla.
En cuanto a fisiografía se encuentra dentro de la provincia de la Llanura Costera del Golfo Norte, dentro de la subprovincia de Llanuras y Lomeríos; su terreno es de lomerío. En lo que respecta a la hidrografía se encuentra posicionado en la región de Pánuco, dentro de la cuenca del río Moctezuma, en la subcuenca de río Los Hules. Cuenta con un clima semicálido húmedo con lluvias todo el año.

## Demografía
En 2020 registró una población de 1019 personas, lo que corresponde al 0.80 % de la población municipal. De los cuales 500 son hombres y 519 son mujeres. Tiene 235 viviendas particulares habitadas.
| Gráfica de evolución demográfica de La Candelaria entre 1900 y 2020                                         |
| |
| Población de los censos y conteos del Instituto Nacional de Estadística y Geografía (INEGI) de 1900 a 2020. |